# Togoudo
Togoudo är ett arrondissement i kommunen Allada i Benin. Den hade 4 059 invånare år 2002.